# Петрович, Бранимир
Бра́нимир Пе́трович (серб. Бранимир Петровић; Branimir Petrović; 26 июня 1982, Титово Ужице (ныне Ужице), СФРЮ) — сербский футболист; тренер.

## Карьера
Родился в городке Ужице в западной части Сербии. Серьёзно заниматься футболом начал в 15 лет. Первый тренер — Естратий Йованович. До этого семь лет занимался лёгкой атлетикой, был чемпионом Сербии в беге на средние дистанции — 1 км, 1,5 км, 2 км.

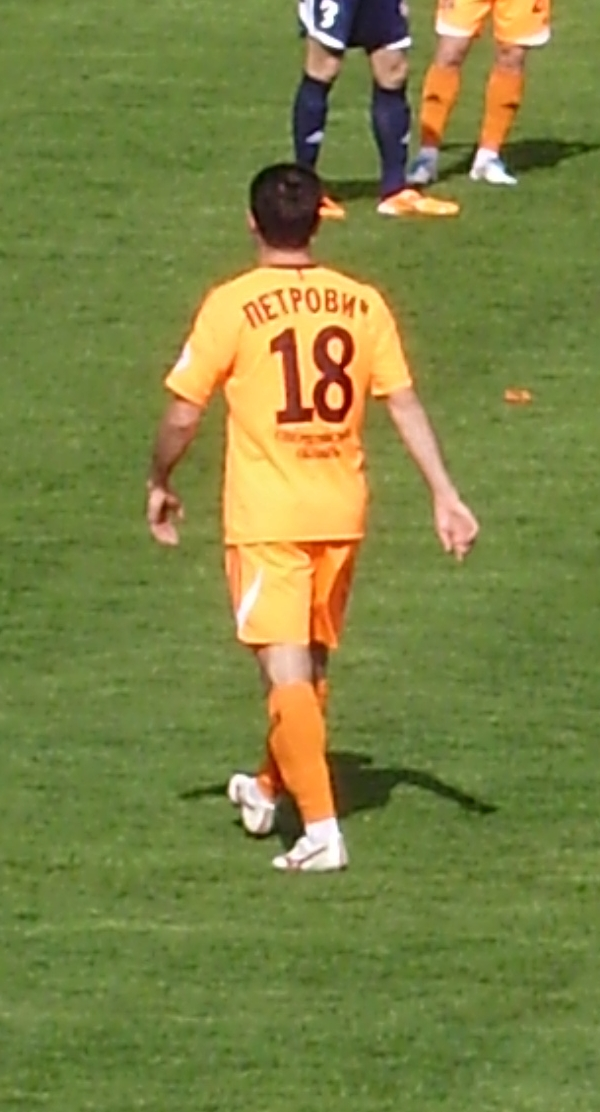
Петрович в составе ФК «Урал»

В начале своей карьеры провёл три сезона за команду «Зета» из городка Голубовци близ Подгорицы (ныне Черногория), бывшую в те годы середняком высшего дивизиона Сербии и Черногории.
Перспективного молодого игрока пригласили в сборную страны для игроков до 21 года. В июне 2004 года югославы с Петровичем в составе заняли второе место на чемпионате Европы в данной возрастной категории. В августе 2004 года Петрович принял участие в футбольном турнире Афинской Олимпиады, в котором югославы выступили провально, проиграв все три матча группового турнира.
Летом 2004 года с Петровичем подписал контракт один сильнейших клубов страны — белградский «Партизан». За «чёрно-белых» Бранимир провёл один сезон, ставший для его команды победным в национальном чемпионате.
В 2005 году Петрович выступал в Китае за «Шаньдун Лунэн», заняв в его составе второе место в чемпионате Китая. Вернувшись из КНР, провёл три месяца в составе «Зеты», затем уехал играть в Россию. Подписал контракт с клубом «КАМАЗ» (Набережные Челны) из Первого дивизиона. Дебютировал в его составе 4 августа 2006 года в гостевом матче против «Сибири» (счёт 1:1). «КАМАЗ» в том сезоне, как и в следующем, занял 4-е место. Концовку (август — ноябрь) сезона-2007 Бранимир провёл в «Рубине», игравшем в Премьер-лиге, затем вернулся в состав «автозаводцев», проведя в «КАМАЗе» сезон 2008 года (команда заняла 3-е место в Первом дивизионе).
В марте 2009 года Петрович перешёл в «Ростов», вышедший в РФПЛ благодаря победе в Первом дивизионе в 2008 году. В 2010 году являлся игроком футбольного клуба «Крылья Советов». 22 марта 2011 года стало известно, что Петрович заключил контракт с «Уралом». В составе екатеринбургской команды в ФНЛ и кубке России провёл 48 матчей забил 8 мячей, также забил два мяча в финале Кубка ФНЛ 2013. Сезон 2013/14 провёл в бельгийском «Кортрейке», летом 2014 года перешёл в «Волгарь».
В январе 2020 года футбольный клуб «Алания» (Владикавказ) объявил, что Бранимир Петрович зачислен в тренерский штаб на должность специалиста по физической подготовке. С сентября 2022 года — в тренерском штабе Спартака Гогниева в «Химках». 3 ноября стало известно, что Петрович назначен исполняющим обязанности главного тренера «Химок» на время дисквалификации Спартака Гогниева.
В октябре 2023 года стал главным тренером клуба «Химки-М».

## Гражданство
Петрович имеет сербское гражданство. В 2011 году подавал заявление на получение российского гражданства.

## Личная жизнь
Отец Бранимира — пенсионер, мать — врач, старший брат работает на почте. Бранимир любит голливудские фильмы и сербские комедии, его любимые киноактёры — Том Круз и Николь Кидман.

## Достижения
Сборная Сербии и Черногории
- Серебряный призёр Чемпионата Европы среди молодёжных команд: 2004[3]

«Партизан»
- Чемпион Сербии и Черногории: 2004/05

«Шаньдун Лунэн»
- Серебряный призёр чемпионата Китая: 2005

«Урал»
- Победитель Первенства ФНЛ (1): 2012/13
- Обладатель Кубка ФНЛ (2): 2012, 2013

«Волгарь»
- Обладатель Кубка ФНЛ (1): 2015